# Альдостеронсинтаза
Альдостеронсинтаза — фермент человека, кодируемый геном CYP11B2 (англ. cytochrome P450, family 11, subfamily B, polypeptide 2) на 8-й хромосоме. Альдостеронсинтаза принадлежит к суперсемейству цитохрома P450 и обеспечивает синтез гормона альдостерона. Ген CYP11B2 в высокой степени гомологичен гену CYP11B1, кодирующему 11-бета-гидроксилазу.

## Функции
Фермент катализирует три реакции, ключевые в синтезе альдостерона:
- 11-бета-гидроксилирование 11-деоксикортикостерона до кортикостерона,
- 18-гидроксилирование кортикостерона до 18-гидроксикортикостерона,
- 18-оксидирование 18-гидроксикортикостерона до альдостерона.

## Заболевания
Слияние генов CYP11B1 и CYP11B2 в результате мутации вызывает глюкокортикоид-корригируемый альдостеронизм (OMIM 103900).